# Lieschgräser
Die Lieschgräser (Phleum) sind eine Gattung der Süßgräser (Poaceae), die in den gemäßigten Zonen der Nordhalbkugel heimisch sind. Sie gehören zur Tribus Poeae.

## Merkmale
Lieschgräser sind einjährig und büschelig wachsende oder ausdauernd und mit zahlreichen Trieben wachsende, krautige Pflanzen. Die Triebbildung kann extra- oder intravaginal erfolgen. Manche Arten besitzen ein Rhizom und bilden Ausläufer. Die Stängel sind aufrecht oder aufsteigend, und mehrknotig. Die Internodien der Stängel sind hohl, die Knoten kahl. Die Blühtriebe erreichen eine Höhe von 4 bis 150 Zentimetern.
Die Blattscheiden am Stängel sind bis zum Grund frei. Die oberste Blattscheide liegt am Stängel an oder ist deutlich aufgeblasen. Die Ligula ist ein häutiger Saum. Die Blattspreiten sind flach oder leicht eingerollt und beidseitig gerippt. Die Leitbündel sind deutlich als Rippen erkennbar, die Mittelrippe tritt nicht deutlich hervor. Das Sklerenchym ist immer mit den Leitbündeln verbunden.

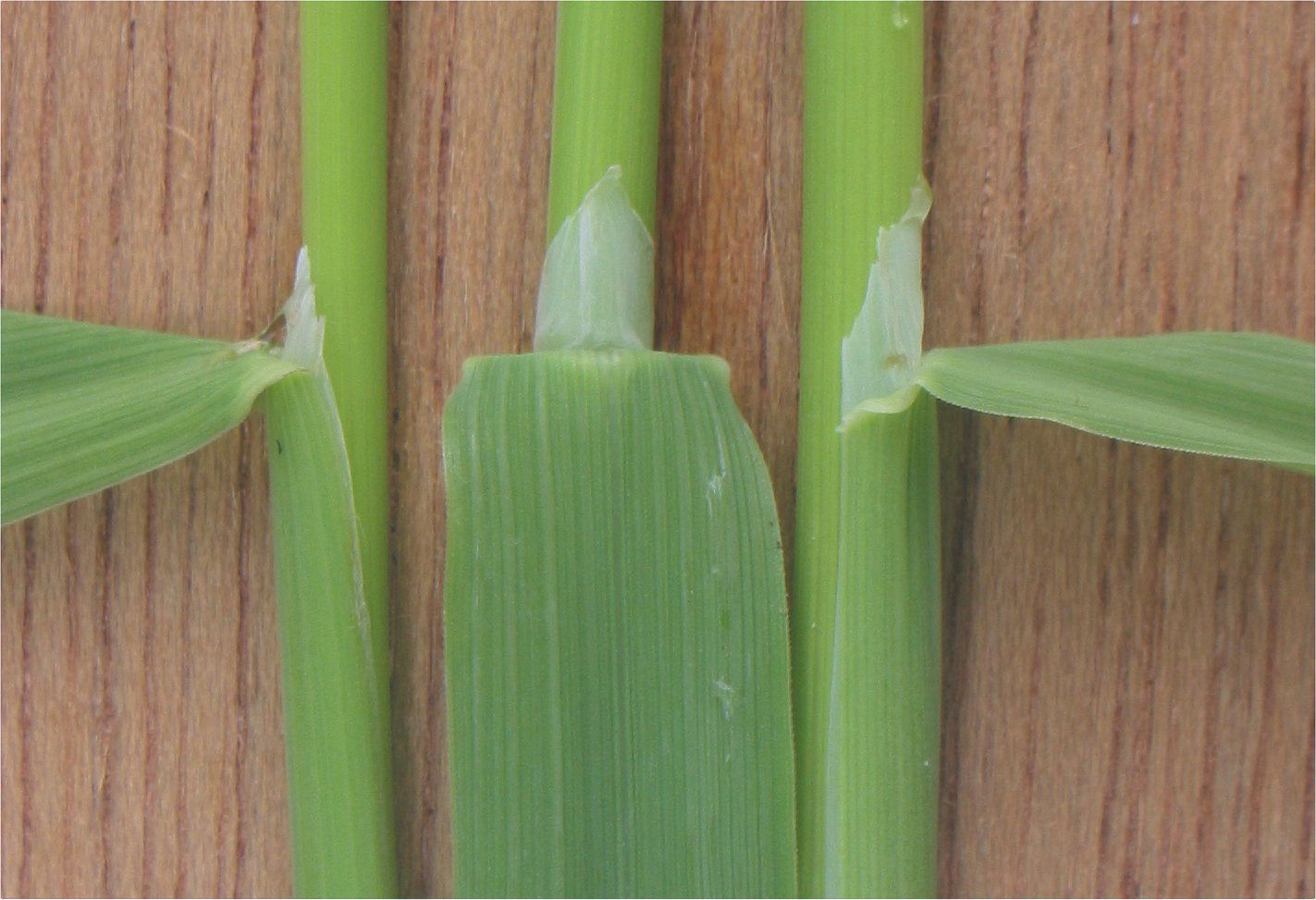
Ligula beim Wiesen-Lieschgras

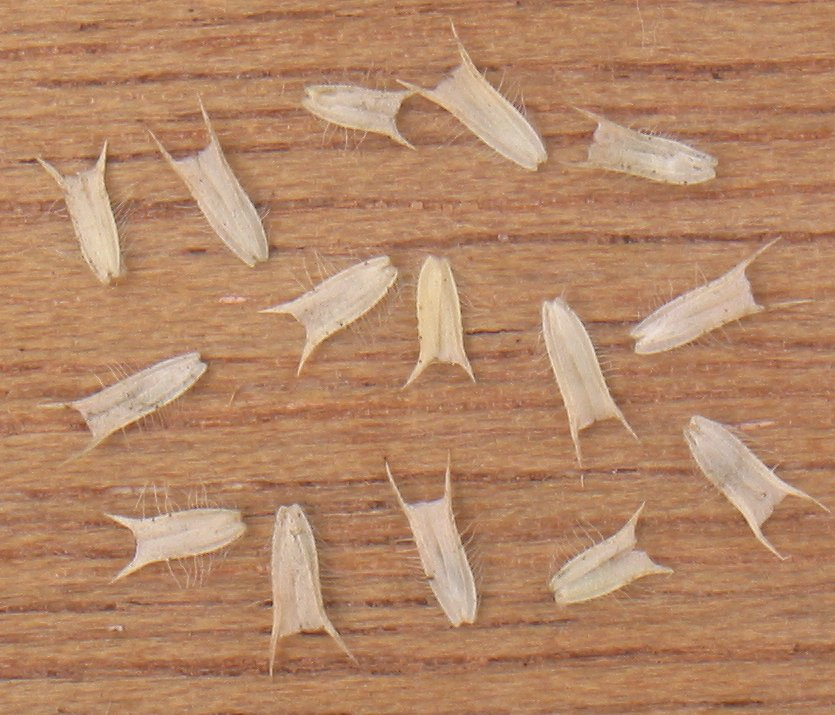
Ährchen des Wiesen-Lieschgrases (Phleum pratense), sichtbar sind die beiden begrannten Hüllspelzen, wegen denen das Ährchen stiefelknechtartig erscheint

Der Blütenstand ist eine dicht kopfige Rispenähre. Die Form ist eiförmig bis zylindrisch-walzenförmig. Die Rispenäste sind frei oder mit der Hauptachse verwachsen. Sie sind bis zu einem Zentimeter lang und reich verzweigt. Die einzelnen Ährchen sind kurz gestielt. Sie sind einblütig mit zwittrigen Blüten und haben über dem Blütchen einen kurzen Achsenfortsatz (kann auch fehlen). Das Ährchen ist seitlich zusammengedrückt. Die Ährchenachse ist kahl und zerfällt zur Fruchtreife über den Hüllspelzen. Letztere sind frei und untereinander gleich. Sie sind drei- bis fünfnervig, gekielt, haben eine Stachelspitze und eine Granne. Die Deckspelzen sind (ein) drei- bis siebennervig, nicht begrannt und oben abgerundet oder gezähnt. Die Vorspelzen besitzen zwei Kiele und haben breit eingeschlagene Seitenflächen.
Es sind (zwei) drei Staubblätter vorhanden. Der Fruchtknoten ist eiförmig, kahl und zweigrifflig. Die Narben treten zur Blüte federig aus der Blütchenspitze hervor.
Die Karyopse ist länglich, stielrund oder seitlich zusammengedrückt. Der Embryo ist ein Sechstel bis ein Viertel so lang wie die Frucht. Der Nabel (Hilum) ist punktförmig und grundständig.
Die Speicherkohlenhydrate der Lieschgräser sind Fructane vom Phlein-Typ. Die Lieschgräser sind C3-Pflanzen.
Die Chromosomengrundzahl ist x = 7. 2n = 10 (selten), 14, 28, oder 42. Die Arten sind di-, tetra- oder hexaploid.

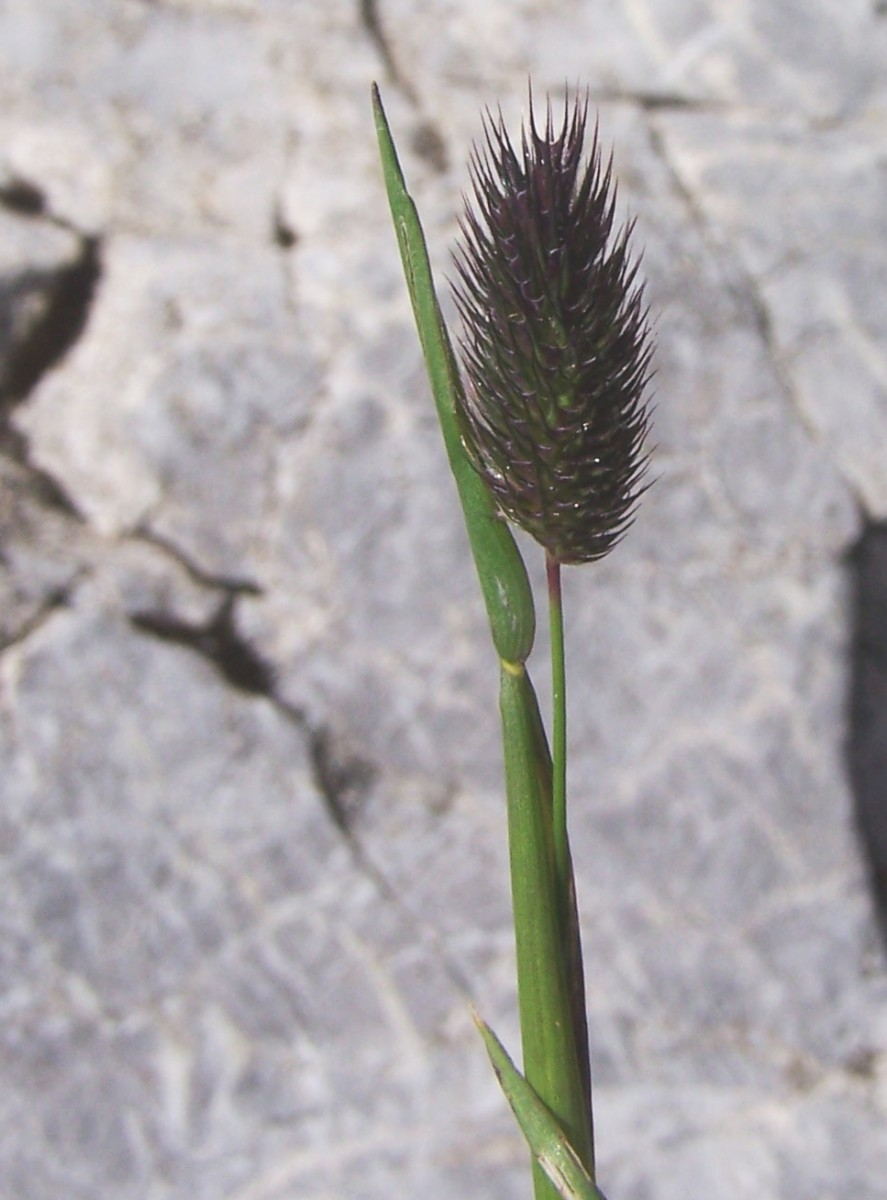
Alpen-Lieschgras (Phleum alpinum)

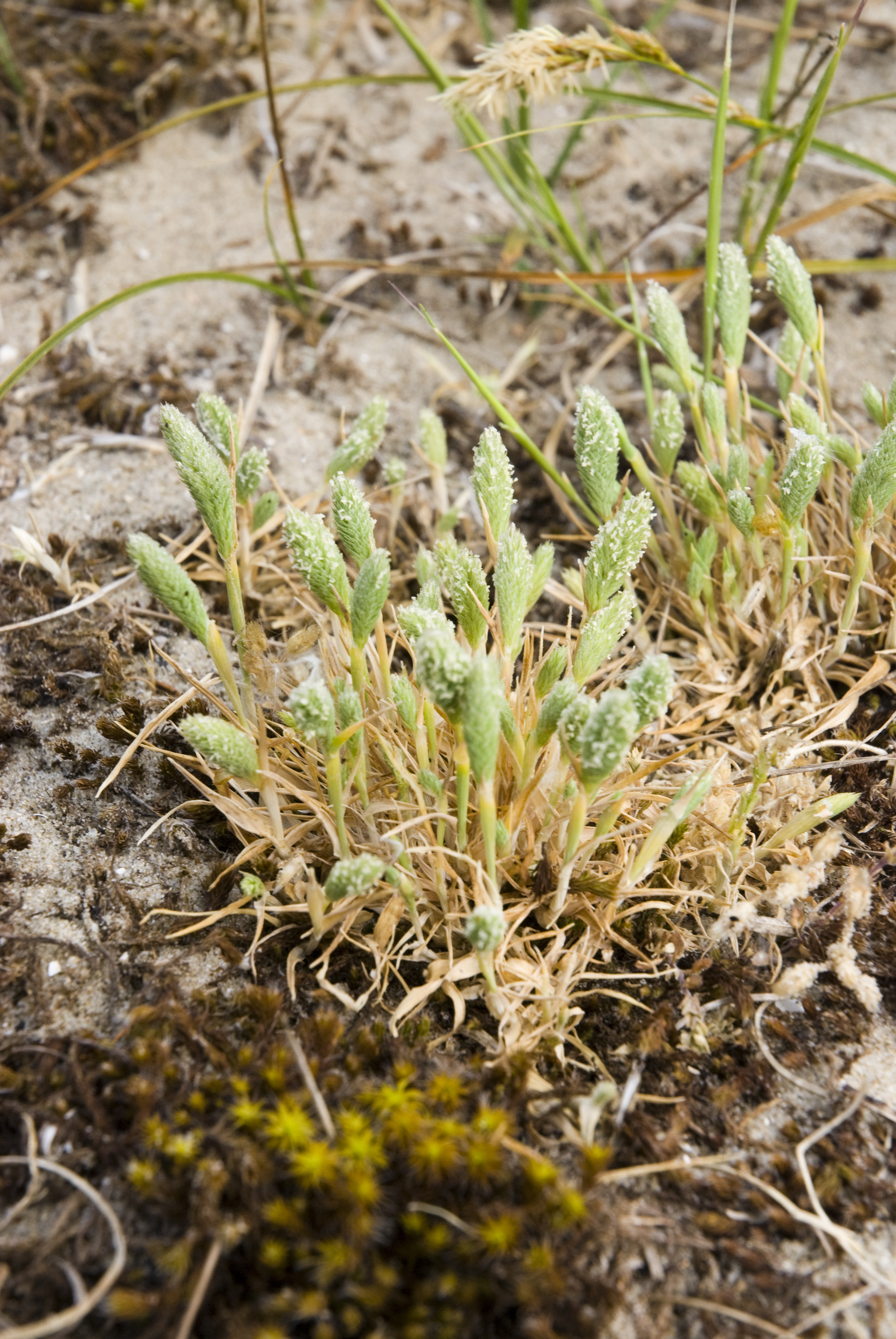
Sand-Lieschgras (Phleum arenarium)

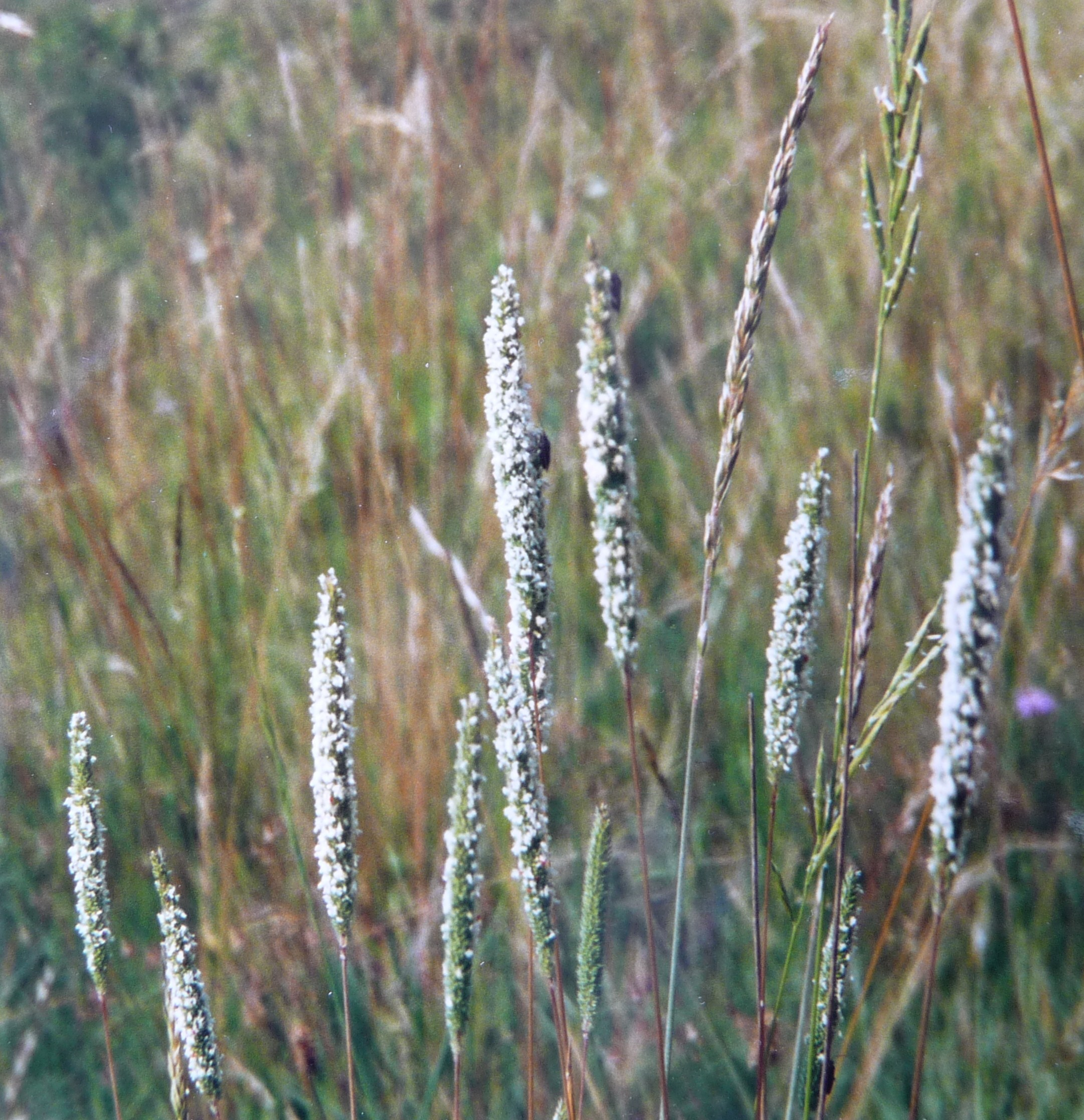
Steppen-Lieschgras (Phleum phleoides)

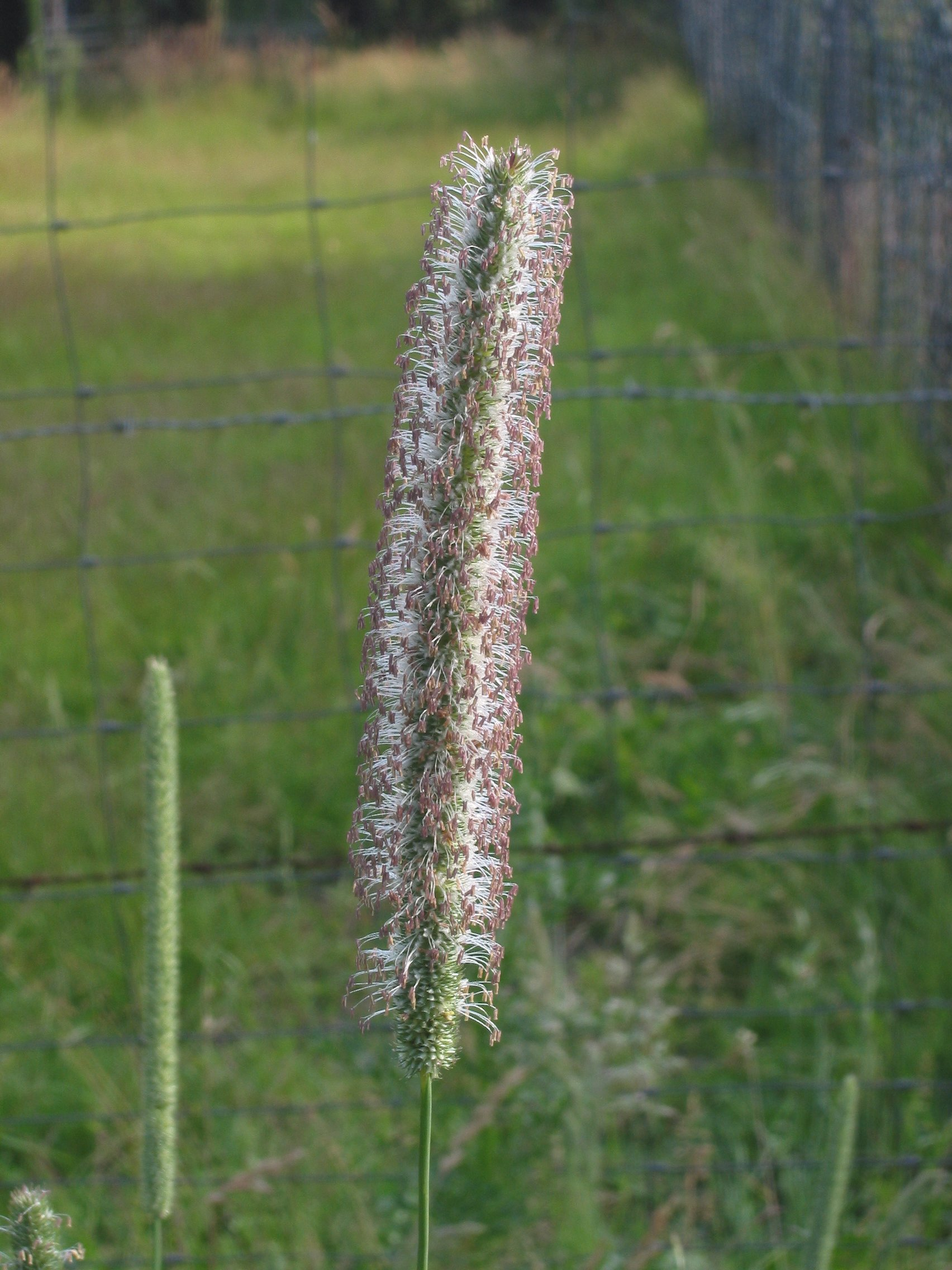
Wiesen-Lieschgras (Phleum pratense)

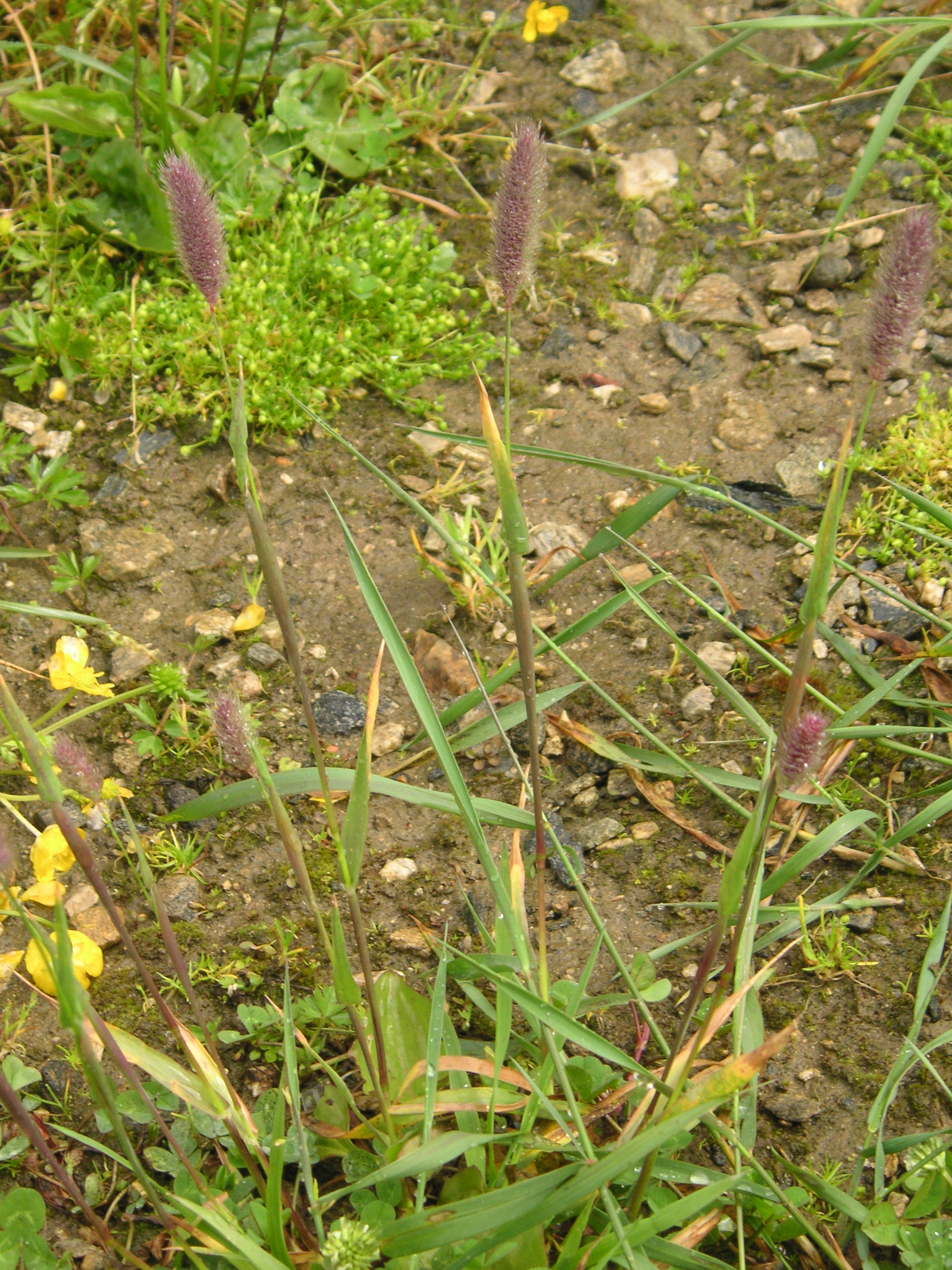
Graubündner Lieschgras (Phleum rhaeticum)

## Verbreitung
Die Gattung ist in den gemäßigten Zonen Eurasiens und Amerikas verbreitet. In Amerika erstreckt sich das Areal entlang der Gebirge bis nach Chile. Häufig wurden die Arten auch verschleppt. Sie wachsen meist mesophytisch und an offenen Standorten. Selten werden salzhaltige Standorte besiedelt. Meist wachsen sie in Wiesen und an trockenen Standorten, Phleum arenarium auf Küstendünen.

## Taxonomie und Systematik
Die Gattung Phleum wurde 1753 von Carl von Linné in Species Plantarum Band 1, Seite 59 aufgestellt.
Es gibt rund 16 Arten, abhängig davon, ob Sippen als Arten oder Unterarten eingestuft werden. Hier eine Liste vom Germplasm Resources Information Network, ergänzt um Einträge aus der Exkursionsflora von Österreich.
- Alpen-Lieschgras (Phleum alpinum L.; Syn.: Phleum commutatum Gaudin): Es kommt in den subarktischen und gemäßigten Zonen der Nordhalbkugel südlich bis Guatemala, außerdem im südlichen Südamerika und in Südgeorgien vor.[2]
- Sand-Lieschgras (Phleum arenarium L.): Es kommt von Europa bis ins Mittelmeergebiet besonders an den Küsten vor und wurde auch nach den Vereinigten Staaten verschleppt.[2]
- Knolliges Lieschgras (Phleum bertolonii DC.; Syn.: Phleum nodosum auct. non L.): Es kommt in Europa vor, vom Mittelmeergebiet bis zum Iran und auf den Azoren.[2]
- Phleum boissieri Bornm.: Die Heimat ist Westasien.[2]
- Phleum crypsoides (d’Urv.) Hack.: Die Heimat ist Sardinien, Griechenland, Kreta, Zypern und die Ägäis.[2]
- Phleum echinatum Host: Die Heimat ist Südosteuropa und die Krim.[2]
- Phleum exaratum Hochst. ex Griseb.: Die Heimat ist Südosteuropa bis West- und Zentralasien.[2]
- Phleum himalaicum Mez: Die Heimat ist Afghanistan bis zum westlichen Himalaja.[2]
- Matten-Lieschgras (Phleum hirsutum Honck.); Verbreitungsgebiet: Alpen, Jura, nördlicher Apennin, Karpaten, Balkanhalbinsel, Kaukasus.
- Phleum iranicum Bornm. & Gauba: Die Heimat ist der Iran.[2]
- Phleum montanum K. Koch: Die Heimat ist Südosteuropa bis Afghanistan.[2]
- Raues Lieschgras oder Rispen-Lieschgras (Phleum paniculatum Huds.; Syn.: Phleum japonicum Franch. & Sav.): Es kommt von Europa bis Japan vor und wurde in die Vereinigten Staaten verschleppt.[2]
- Steppen-Lieschgras (Phleum phleoides (L.) H. Karst.; Syn.: Phleum boehmeri Wibel): Es kommt von Europa bis zum Iran und bis Sibirien vor und außerdem in Nordafrika.[2]
- Wiesen-Lieschgras (Phleum pratense L.): Es kommt von Europa bis Sibirien und dem westlichen Himalaja, auf den Azoren und in Marokko vor und wurde eingeführt oder eingeschleppt in Nord- und Südamerika, Südafrika, Australien, Neuseeland, Grönland und Spitzbergen.[2]
- Graubündner Lieschgras (Phleum rhaeticum (Humphries) Rauschert; Syn.: Phleum alpinum subsp. rhaeticum Humphries)[3]; Verbreitungsgebiet: Pyrenäen, Alpen, Sudeten, Karpaten, Apennin, Gebirge der Balkanhalbinsel. Ist in den Vogesen synanthrop. Sie wird von manchen Autoren auch als Synonym zu Phleum alpinum gestellt.[2]
- Pfriemliches Lieschgras (Phleum subulatum (Savi) Asch. & Graebn.). Sie kommt vom Mittelmeergebiet bis Pakistan vor.[2]

Des Weiteren werden an Hybriden genannt:
- Phleum × brueggeri K.Richt. = Phleum alpinum × Phleum hirsutum: Kommt in Frankreich und der Schweiz vor.[2]
- Phleum × viniklarii Röhl. = Phleum echinatum × Phleum pratense: Kommt in Südosteuropa vor.[2]

Nicht mehr zu dieser Gattung wird gerechnet:
- Phleum gibbum Boiss. => Pseudophleum gibbum (Boiss.) Dogan[2]

## Nutzung
Das Wiesen-Lieschgras ist ein wichtiges Futtergras in Europa und Amerika. Das Knollige Lieschgras (Phleum bertolonii) wird ebenfalls als Futtergras angebaut. Beide vertragen aber Trittbelastung nicht besonders gut.

## Allergische Reaktion
Wiesen-Lieschgras ist eines der häufigsten Hauptallergene bei Inhalationsallergien. Die winzigen Pollen, die während der Blütezeit vom Wind verbreitet werden, werden vom Immunsystem als Allergen erkannt und können allergische Reaktionen (Heuschnupfen) auslösen. Da das Gras intensiv landwirtschaftlich genutzt wird, kann es während der Blütezeit für Allergiker eine massive Belastung darstellen.